# Sally Kipyego
Sally Jepkosgei Kipyego (nacida el 19 de diciembre de 1985) es una corredora de larga y media distancia keniana. Ella fue la medallista de plata en los 10.000 metros en los Campeonatos del Mundo de atletismo de 2011 y la medalla de plata en la misma carrera en los Juegos Olímpicos de Verano en Londres 2012. Ella tiene un registro personal de 30:38.35 minutos para ese evento y sus medidores de 5000 con la mejor marca de 14:30.42 minutos la convierte en la segunda mujer más rápida de Kenia en distancia.
Ella compitió como parte de la Texas Tech Red Raiders en cross country y equipos de pista y campo. Ella se convirtió en la primera mujer keniana en ganar un campeonato de la NCAA de fondo individual, la primera mujer en ganar tres veces consecutivas los títulos de la División I de NCAA Cross Country, y la primera corredora en ganar tres títulos consecutivos de la Conferencia Big 12 de cross country. Ella también ganó tres títulos consecutivos de la NCAA interior de 5.000 metros y fue dos veces campeona de la NCAA al aire libre. Ella está vinculada con Suzy Favor-Hamilton de los campeonatos más individuales en la historia de la NCAA. Kipyego ganó campeonatos de la NCAA más individual en 2 años que cualquier otro corredor en la historia de la NCAA. Académicamente, Kipyego ganó un grado de enfermería. Ella corre profesionalmente en la Asociación Internacional de Federaciones de Atletismo ("IAAF") World Athletics Tour. Ella es patrocinada por Nike, Inc.

## Carrera
Después de venir a los Estados Unidos, Kipyego continuó su carrera en marcha como parte de los Texas Tech Red Raiders de cross country y los equipos de pista y campo, convirtiéndose en la primera mujer keniata en ganar un campeonato individual de cross country de la NCAA.